# Costache Bălănescu
Costache (Constantin) Bălănescu (n. 1830, Focșani – d. 10 martie 1888, Iași) a fost un actor de teatru și traducător român.

## Biografie
Costache Bălănescu s-a născut la Focșani în anul 1830, în familia unor boieri de țară. Studiile liceale le-a urmat în orașul natal, la un pension privat, după care a studiat arta dramatică la Conservatorul din Iași, ca elev al actorului Matei Millo, și ulterior la Paris.
S-a stins din viață pe 10 martie 1888, la 21 de zile după ce Teatrul de la Copou a fost mistuit de flăcări, și a fost înmormântat în Cimitirul „Eternitatea” din Iași.

## Activitatea teatrală
Costache Bălănescu a jucat pe scena Teatrul din Iași timp de aproape 4 decenii (1850-1888), interpretând nenumărate roluri, în special de comedie, și fiind unul dintre cei mai apreciați actori.
Costache Bălănescu, împreună cu pitarul Costachi Vasiliu, a înființat o trupă de teatru la Botoșani, cu care a jucat o stagiune în iarna 1857-1858. Ulterior, a revenit la Botoșani de mai multe ori, fie cu Naționalul ieșean, fie cu alte trupe.
Creațiile sale scenice reprezentative au fost: Alcibiade din piesa Diogene de Felix Pyal, doctorul Franț din Piatra din casă de Vasile Alecsandri, personajul Hagi Petcu în Ginerele lui Hagi Petcu tot de Vasile Alecsandri (după Aufier), rolurile principale din Testamentul lui Cezar Birotteau, după Balzac, Fata mamei, Angot, Porcarul și Maria de Vasile Alecsandri, Urechea – adaptare după Lope de Vega, Tuzucalicul – prelucrare de Matei Millo etc.
Avea o mimică bogată și un joc plin de naturalețe, cu sublinieri comice fără exagerări în rostire și gest. În 1876, Mihai Eminescu îl dă ca exemplu, de mai multe ori, pentru firescul și precizia pronunției în piesa Regizorul general de Gogol. În 1861–1862 face parte, alături de actorii Nicolae Luchian, Mihail Galino și alții, din asociația teatrală din Iași.
A condus teatrul din Iași fiind atât director de scenă cât și director al teatrului, între anii 1862-1864, când i-a urmat de N. Luchian.
A făcut parte, alături de Matilda Pascaly, Maria Vasilescu, P. Vellescu, I. Gestianu, din trupa de teatru a lui Mihail Pascaly care a realizat un turneu în Transilvania în lunile iunie și iulie ale anului 1871, realizând spectacole în orașele Brașov, Sibiu, Cluj, Năsăud, Oradea și Gherla.

## Traducător
Costache Bălănescu a tradus peste 15 comedii și melodrame franțuzești care au fost interpretate pe scena teatrului ieșean.

## Legături externe
- Pagina Constantin (Costache) Bălănescu pe situl Crispedia.ro. Pagină accesată la 3 mai 2014.